# Oxoia smaragdiplena
Oxoia smaragdiplena är en fjärilsart som beskrevs av Walker 1862. Oxoia smaragdiplena ingår i släktet Oxoia och familjen tandspinnare. Inga underarter finns listade i Catalogue of Life.